# 奈良県道20号下市宗桧線
奈良県道20号下市宗桧線（ならけんどう20ごう しもいちむねひせん）は、奈良県吉野郡下市町から五條市に至る県道（主要地方道）である。

## 概要
奈良県吉野郡下市町下市を起点とし、五條市西吉野町城戸に至る。

### 路線データ
- 陸上距離：13.6 km
- 起点：吉野郡下市町下市（国道309号交点）
- 終点：五條市西吉野町城戸（国道168号交点）

## 歴史
- 1993年（平成5年）5月11日 - 建設省から、県道下市宗檜線が下市宗檜線として主要地方道に指定される[1]。

## 路線状況

### 重複区間
- 国道309号（吉野郡下市町下市 地内）

## 地理

### 通過する自治体
- 吉野郡下市町
- 五條市

### 交差する道路
| 交差する道路            | 交差する場所 | 交差する場所 | 交差する場所 | 交差する場所       | 備考 |
| ----------------------- | ------------ | ------------ | ------------ | ------------------ | ---- |
| 国道309号               | 奈良県       | 吉野郡       | 下市町       | （下市）           |      |
| 国道309号               | 奈良県       | 吉野郡       | 下市町       | （下市）           |      |
| 国道309号               | 奈良県       | 吉野郡       | 下市町       | （下市）           |      |
| 奈良県道137号平原五條線 | 奈良県       | 吉野郡       | 下市町       | （平原）           |      |
| 奈良県道138号赤滝五條線 | 奈良県       | 五條市       | 五條市       | （西吉野町八ツ川） |      |
| 国道168号               | 奈良県       | 五條市       | 五條市       | 城戸               |      |

※ 交差する場所の括弧書きは地名、それ以外は交差点名で表示

### 沿線にある施設など
- 下市町役場
- 西吉野温泉
- 五條市役所西吉野支所